# Clementina de Jesús
Clementina de Jesús da Silva (conocida también como Tina o Quelé, Valença, 7 de febrero de 1901 - Río de Janeiro, 19 de julio de 1987) fue una cantante brasileña de samba considerada como una de las últimas artistas que realizaba una conexión hacia la música nativa africana del siglo XIX en Brasil.

## Biografía
Nacida en la comunidad Carambita, barrio localizado en la periferia de Valença, al sur de Río de Janeiro, se trasladó hacia la capital junto a su familia a los ocho años de edad, y se radicó en el barrio Osvaldo Cruz. En 1940, se casó y se mudó a Mangueira. Trabajó como empleada doméstica durante 20 años hasta que fue descubierta por el compositor Hermínio Belo de Carvalho en 1963, quien la llevó a participar en el espectáculo Rosa de Ouro, con la que recorrió algunas de las capitales más importantes de Brasil y que se transformó en un disco para Odeon, e incluyó, entre otros, el jongo Benguelê.
Considerada como la reina del estilo sambístico partido-alto por su timbre de voz inconfundible, fue homenajeada por Elton Medeiros con el tema Clementina, Cadê Você?, por Naná Vasconcelos con Clementina y por Clara Nunes quien interpretó P.C.J, Partido Clementina de Jesus en 1977, tema creado por el compositor Portela Candeia.
Además, hizo registros musicales de corimás, jongos y canciones de trabajo, entre otras, con lo que intentó recuperar la memoria musical de conexión afro-brasileña. En 1968, con la producción de Hermínio Bello de Carvalho, registró el histórico LP Gente de Antiga junto a Pixinguinha y João da Baiana. Grabó cinco álumes de estudio en solitario —dos con el título Clementina de Jesus, Clementina, Cadê Você? y Marinheiro Só— y realizó varias participaciones, como en los discos Rosa de Ouro, Cantos de Escravos, Clementina e convidados y Milagre dos Peixes de Milton Nascimento, en el que interpretó Escravos de Jó.
En 1983, fue homenajeada por un espectáculo en el Teatro Municipal de Río de Janeiro que incluyó la participación de Paulinho da Viola, João Nogueira, Elizeth Cardoso y otros reconocidos exponentes de la samba. Además, Juliana Ribeiro realizó un concierto homenaje el año 2013, mientras que Werinton Kermes estrenó el documental titulado Clementina de Jesus: Rainha Quelé en 2012.

## Discografía

### Discos en solitario
- 1966 - Clementina de Jesus (Odeon MOFB 3463)
- 1970 - Clementina, cadê você? (MIS 013)
- 1973 - Marinheiro Só (Odeon SMOFB 3087)
- 1976 - Clementina de Jesus - convidado especial: Carlos Cachaça (EMI-Odeon SMOFB 3899)
- 1979 - Clementina e convidados (EMI-Odeon 064 422846)

### Colaboraciones
- 1965 - Rosa de Ouro - Clementina de Jesus, Araci Cortes e Conjunto Rosa de Ouro (Odeon MOFB 3430)
- 1967 - Rosa de Ouro nº 2 - Clementina de Jesus, Araci Cortes e Conjunto Rosa de Ouro (Odeon MOFB 3494)
- 1968 - Gente da Antiga - Pixinguinha, Clementina de Jesus e João da Baiana (Odeon MOFB 3527)
- 1968 - Mudando de Conversa - Ciro Monteiro|Cyro Monteiro, Nora Ney, Clementina de Jesus e Conjunto Rosa de Ouro (Odeon MOFB 3534)
- 1968 - Fala Estação Primeira de Mangueira|Mangueira! - Carlos Cachaça, Cartola (compositor)|Cartola, Clementina de Jesus, Nélson Cavaquinho e Odete Amaral (Odeon MOFB 3568)
- 1982 - O Canto dos Escravos - Clementina de Jesus, Tia Doca e Geraldo Filme - Canto dos Escravos (Vissungos) da Região de Diamantina - MG. Memória Eldorado.

### Colecciones
- 1999 - Raízes do Samba - Clementina de Jesus (EMI 522659-2)